# 12-я механизированная бригада (1-го формирования)
12-я механизированная бригада (12-я мбр) — воинское соединение автобронетанковых войск в РККА Вооружённых сил СССР.

## История
Бригада начала формирование 10 мая 1935 в г. Новоград-Волынск в Киевском военном округе. На её формирование были выделены учебный танковый батальон механизированной бригады 45-го механизированного корпуса, 1-й танковый эскадрон механизированного полка 14-й кавалерийской дивизии. Командиром бригады назначен М. Я. Колесниченко.
До января 1936 в бригаде только 1-й отдельный танковый и учебный танковый батальоны, рота связи. С января по май 1936 бригада укомплектовывается полностью.
В середине 1938 в автобронетанковых войсках была проведены перенумерация и переименование соединений и переход их на новые штаты. С 26 июля 1938 бригада вошла в состав Житомирской армейской группы.
31 июля 1938 12-я механизированная бригада получила название 24-я легкотанковая бригада.

## Полное название
12-я механизированная бригада

## Подчинение
- Киевский военный округ (10.05.1935 — 26.7.1938)
- Житомирская армейская группа Киевского Особого военного округа (26-31.07.1938)

## Командование
Командир бригады:
- Колесниченко, Михаил Яковлевич, (1935-арестован 10.05.38), комбриг с 26.11.1935.

Помощник командира бригады по строевой части
- Ермолаев, Георгий Иванович, полковник (до 20.07.40).

Заместитель командира бригады по политической части, Военный комиссар
- Черешнюк, Василий Иванович, полковой комиссар (на 1938).

Начальник штаба бригады
- Катков, Фёдор Григорьевич, полковник (на 1938).

Помощник командира бригады по хозяйственной части
- Белый, Даниил Никитович, майор (на 1938).

Начальник химической службы
- Померанцев, Михаил Александрович, майор (на 1938).

- Командир 1-го отдельного танкового батальона капитан Антипин, Василий Фёдорович.
- Командир 3-го отдельного танкового батальона капитан Каншин, Вячеслав Алексеевич.
- Командир 12-го учебного танкового батальона майор Черниенко, Дмитрий Хрисанфович.

## Состав
С 10-05.1935 по январь 1936:
- управление
- 1-й отдельный танковый батальон
- учебный танковый батальон
- рота связи

На январь 1936—1938:
- управление бригады
- 1-й отдельный танковый батальон
- 2-й отдельный танковый батальон, начальник штаба Коротков, Виктор Васильевич (март—май 1938)
- 3-й отдельный танковый батальон
- 12-й отдельный учебный танковый батальон
- 12-й отдельный стрелковый батальон
- 12-й отдельный разведывательный батальон
- 12-й отдельный батальон боевого обеспечения
- 12-й отдельный ремонтно-восстановительный батальон
- 12-й отдельная рота связи
- 12-й отдельная автотранспортная рота

## Боевая деятельность
1935 год
Бригада начала формирование 10 мая 1935 в Киевском военном округе в г. Новоград-Волынск Украинской ССР. На её формирование были выделены учебный танковый батальон механизированной бригады 45-го механизированного корпуса, 1-й танковый эскадрон мехполка 14-й кавалерийской дивизии. Командир бригады М. Я. Колесниченко.
26 ноября командиру бригады М. Я. Колесниченко присвоено воинское звание комбриг.
1936 год
1 января
12-я мбр дислоцировалась в г. Новоград-Волынск. Командир бригады комбриг М. Я. Колесниченко.
Состав бригады:
- управление
- 1-й отдельный танковый батальон
- учебный танковый батальон
- рота связи

С января по май 1936 бригада укомплектовывается полностью.
12-я мбр (1, 2, 3-й тб, 12-й утб, 12-й осб, 12-й орб, 12-й орвб, 12-й оббо, 12-я орс, 12-я оатр) дислоцировалась в г. Новоград-Волынск. Командир бригады М. Я. Колесниченко.
Социалистическое соревнование всё больше входило в процесс боевой и политической подготовки личного состава округа. Оно проводилось под лозунгами: «Все коммунисты и комсомольцы — отличные стрелки!», «Ни одного отстающего в огневой подготовке!» и другие.
12 сентября
Шепетовские манёвры. 12 −15 сентября 1936 12-я мбр участвовала в окружных тактических учениях. Цель учений — совершенствование боевой подготовки войск. Учения проходили в районе г. Шепетовка Винницкой области, г. Бердичев, г. Житомир. В учениях принимали участие соединения, сформированные в 1936 году. Руководитель учений был командарм 1 ранга И. Э. Якир, его заместителем был помощник командующего войсками округа по кавалерии комкор Тимошенко С. К. Партийно-политической работой на учениях руководил армейский комиссар 2 ранга Амелин М. П. Штаб руководства возглавлял начальник штаба округа комдив Бутырский В. П.
Участники: с одной стороны — 7-й кавалерийский корпус (2-я, 23-я, 26-я кавдивизии) с приданными ему 15-й, 17-й механизированными бригадами и 135-й стрелково-пулемётной бригадой, 35-й истребительной авиаэскадрильей; с другой стороны — 8-й стрелковый корпус (44-я и 100-я стрелковые дивизии и 3-я кавалерийская дивизия) с приданными ему 12-й, 22-й механизированными бригадами, 34-й истребительной авиаэскадрильей. В стрелковых дивизиях и механизированных бригадах было 450 танков. В авиаэскадрильях было 56 самолётов.
На манёврах войска отрабатывали вопросы наступательного боя и организации подвижной обороны в условиях лесисто-болотистой местности, организации и проведения марша кавалерийского корпуса в предвидении встречного боя с конно-механизированной группой противника, прорыва оборонительной полосы с преодолением водной преграды, ведения подвижной обороны и управления войсками.
14 сентября. Механизированные части вели «бой» в сложных условиях. За два дня в ходе совершения манёвра они прошли до 100 км.
В 1936 году по призыву Политуправления округа в стахановское движение включаются соединения и части округа. Звание стахановца присваивалось подразделениям, частям и соединениям, которые отлично изучили боевую технику, берегли военное имущество, экономили горючие и смазочные материалы.
1937 год
12-я мбр дислоцировалась в г. Новоград-Волынск. Командир бригады комбриг М. Я. Колесниченко.
10 мая должности заместителей командиров по политической части упразднены, а введены должности военных комиссаров.
22 сентября образована Житомирская область.
1938 год
1 января
12-я мбр дислоцировалась в г. Новоград-Волынск Житомирской области. Командир бригады комбриг М. Я. Колесниченко.
10 мая командир бригады комбриг М. Я. Колесниченко арестован.
26 июля 1938 Главный Военный совет Красной Армии Киевский военный округ преобразовал в Киевский Особый военный округ и создал в округе армейские группы. В автобронетанковых войсках проведены перенумерация и переименование соединений и переход их на новые штаты. 31 июля 12-я механизированная бригада стала называться 24-я легкотанковая бригада. Бригада вошла в состав Житомирской армейской группы.